# Bieg Fiata
Bieg Fiata – międzynarodowa masowa impreza lekkoatletyczna organizowana rokrocznie od 1993 w Bielsku-Białej.
Trasa biegu prowadzi od siedziby FSM przez ulice miasta i liczy 10 kilometrów. Organizowany jest również bieg dla dzieci i młodzieży na dystansie 4 kilometrów. Dodatkowo w biegu biorą udział osoby niepełnosprawne. Wśród gości imprezy można wymienić wybitnych polskich sportowców olimpijczyków np. Irenę Szewińską, Zygmunta Smalcerza czy Stefana Hulę.
Od roku 2001 imprezie patronuje Polski Komitet Olimpijski. Od roku 2002 Bieg Fiata posiada licencję Polskiego Związku Lekkiej Atletyki. W 2012 w ramach imprezy odbyły się mistrzostwa Polski kobiet w biegu ulicznym na 10 kilometrów.
Sponsorem tytularnym zawodów jest Fiat Auto Poland.